# جيب ليبرتي
جيب ليبرتي (بالإنجليزية: Jeep Liberty)‏ هي سيارة من تصنيع شركة جيب.
بدأ انتاجها عام 2002 حتى 2012 ، وكانت البديل جيب شروكي القوي، حيث حصل على جميع مميزاته، مع تطويره للأفضل، وظهر جيلين من هذه السيارة خلال سنوات إنتاجها.
الجيل الأول استمر حتى 2007، وكان يتمتع بتصميم ، مستوحى من نماذج سيارات داكار وجيبستر، يعتمد على محرك رباعي الأسطوانات، فقد كامن سيارة رباعية الدفع قادرة على تخطي الطرق الوعرة.
وكان عام 2008، شاهدا على ظهور الجيل الثاني، الذي حصل على تطويرات وتغييرات كثيرة من أجل إرضاء جمهور ومحبي سيارات جيب، حيث حصل السيارة على التصميم الصندوقي والذي أصبحت تشتهر به سيارات جيب الآن.
واستبدلت جيب المحركات الرباعية الأسطوانات بأخرى من النوع V-6، وهو ما أدى إلى زيادة قدرة جيب ليبرتي على السحب، لتصل إلى 5000 رطل.
وكما شهد الجيل الثاني منها، ظهور محركات الديزل، ولكن سرعان ما تم التوقف عن انتاجها، بسبب لوائح انبعاثات ثاني أكسيد الكربون المتبعة دوليًا.
ونافست جيب لبيرتي، خلال فترة إنتاجها، العديد من موديلات الماركات العالمية الأخرى مثل: سوبارو فورستر و هوندا CR-V و تويوتا اف جي كروزر و نيسان إكستيرا و تويوتا RAV4.